# Mark Wilson (Fußballspieler)
Mark Wilson (* 5. Juni 1984 in Glasgow) ist ein ehemaliger schottischer Fußballspieler.

## Karriere

### Verein

#### Dundee United
Wilson begann seine Karriere im Jahr 1998 in der Jugend von Dundee United. Im Jahre 2000 bekam er seinen ersten Profivertrag und im Januar 2002 gab er sein Ligadebüt. Einige Monate später verlängerte er seinen Vertrag um zwei Jahre. In der Saison 2002/03 avancierte er zum Stammspieler. Im Dezember 2002 erzielte er mit einem Kopfball gegen Hibernian Edinburgh sein erstes Ligator als Profispieler. Fünf Tage später wurde er als „Young Player of the Month“ des Monats November ausgezeichnet. Er sagte, es sei eine große Ehre für ihn, diesen Preis bekommen zu haben. Noch vor Ende der Saison unterschrieb Wilson einen neuen Vertrag, der bis Juni 2006 datiert war.
Am 6. November 2004 wurde er beim Derby gegen den FC Dundee wegen eines angeblichen Handspiels des Feldes verwiesen, obwohl die Fernsehbilder belegten, dass Wilson den Ball mit dem Kopf spielte. Die Scottish Football Association erklärte, dass trotz des Fehlers des Schiedsrichters der Verein gegen die rote Karte keine Rechtsmittel einlegen könne. Dies sei nur bei roten Karten mit gewalttätigem Hintergrund möglich. Diese Entscheidung des schottischen Verbandes wurde von den Medien stark kritisiert, die Journalisten sprachen von einem „großen Fehler“.
Einige Tage später bekundete der englische Verein FC Everton Interesse, ihn zu verpflichten, jedoch ein Wechsel kam nicht zustande.
Durch seine guten und konstanten Leistungen und die darauffolgende Nominierung zur Auszeichnung zum „Young Player of the Year“ wollte Manchester City ihn für die nächste Saison verpflichten und war nur einer unter vielen Interessenten aus der Premier League.
Trotzdem bestätigte Wilson, in absehbarer Zukunft bleiben zu wollen und unterzeichnete im August 2005 einen neuen Dreijahresvertrag.

#### Celtic Glasgow
Anfang 2006 wollte Glenn Hoddle, damaliger Trainer der Wolverhampton Wanderers, Wilson verpflichten. Auch die Vereine Heart of Midlothian, Leeds United und Celtic FC rangen um eine Verpflichtung, der in seinen neuen Vertrag eine Ausstiegsklausel von 500.000 Pfund hatte aufnehmen lassen. Im Januar 2006 wechselte Wilson für die festgeschriebenen 500.000 Pfund zu Celtic und bekam von Celtic 25 Prozent der Ablösesumme. Zwei Wochen später gab er ausgerechnet gegen seinen alten Verein sein Debüt für Celtic. In der Saison 2006/07 litt er unter mehreren schweren Verletzungen, wie zum Beispiel einem gebrochenen Bein und einer Knieverletzung mit anschließender Operation.
Unter Trainer Neil Lennon wuchs Wilson langsam zum Stammspieler heran. Am 1. Februar 2011 erzielte er beim 3:0-Sieg über den FC Aberdeen sein erstes Ligator für Celtic. Sein zweites Saisontor folgte zwölf Tage später beim 3:1-Sieg bei seinem alten Verein Dundee United. Am 2. März erzielte er im Pokalderby gegen die Glasgow Rangers den entscheidenden 1:0-Siegtreffer in einem sehr temperamentvollen Derby, das mit drei roten Karten für die Rangers endete.

#### Bristol City
Im August 2012 unterschrieb der Verteidiger einen Vertrag bei Bristol City aus der Football League Championship der zweiten englischen Spielklasse.

### Nationalmannschaft
Das erste Großereignis, das er mit einer Jugendnationalmannschaft bestritt, war die U-16-Fußball-Europameisterschaft 2001, bei der man in einer Gruppe mit Frankreich, Kroatien und Finnland den dritten Platz erreichte und sich damit nicht für die Endrunde qualifizierte. Im Februar 2004 absolvierte sein erstes von insgesamt 19 U-21-Länderspielen, als er mit 1:2 gegen Ungarn verlor. Im November wurde er für das B-Länderspiel gegen das deutsche Team 2006, das für Perspektivspieler zur Fußball-Weltmeisterschaft 2006 in Deutschland ins Leben gerufen wurde, nominiert. Das Team 2006 gewann durch zwei Tore von Benjamin Auer und einem von Thorben Marx mit 3:0.
Durch seinen Wechsel zu Celtic Glasgow erhoffte sich Wilson mehr Einsatzchancen in der schottischen Fußballnationalmannschaft, doch viele Verletzungen warfen ihn immer wieder zurück und so kam er selbst in seinem Verein zu wenig Einsätzen. Im November 2010 wurde er für ein Freundschaftsspiel gegen die Färöer-Inseln nominiert, musste aber aufgrund einer Verletzung absagen.
Im Februar 2011 wurde er wiederum für die Nationalmannschaft nominiert. Beim 3:0-Sieg über Nordirland absolvierte sein erstes A-Länderspiel, als er in der 58. Minute für Phillip Bardsley eingewechselt wurde.

## Titel und Erfolge
Celtic Glasgow
- Scottish Premier League: 2005/06, 2006/07, 2007/08, 2011/12
- Scottish League Cup: 2005/06, 2008/09
- Scottish FA Cup: 2006/07, 2010/11